# Temple protestant d'Aix-en-Provence
Le temple protestant d'Aix-en-Provence est un lieu de culte situé 4 rue Villars à Aix-en-Provence. Synagogue de 1832 à la Seconde guerre mondiale, l'édifice est revendu à l’Église réformée en 1952. La paroisse est membre de l'Église protestante unie de France.

## Histoire

### Protestantisme à Aix-en-Provence
Au XVIe siècle, la Provence est marquée par la persécution des vaudois du Luberon, qui se sont reconnus comme protestants, et qui trouve son apogée en 1545 lors du massacre de Mérindol ordonné par le Parlement d'Aix. Deux nobles conseillers de ce même Parlement accueillent les réformés d'Aix-en-Provence, François de Genas, seigneur d’Eguilles et Gaspard d’Arcussia, seigneur d’Esparon. En 1557 est nommé le premier pasteur, Claude Boissier. Le 1er mai 1561, Jean Calvin écrit une lettre à la communauté protestante d'Aix-en-Provence, qui lui répond le 21 mai. En 1561 et 1562, le consul d'Aix Durand de Pontevès, seigneur de Flassans, persécute les protestants et ordonne des pendaisons sur un pin du jardin de Genas, sous lequel se réunissait la communauté pour prier et chanter le psautier huguenot.
En 1598, l'Édit de Nantes met fin aux guerres de Religion mais interdit aux protestants la construction de lieux de cultes à Aix et Marseille. En 1616 est construit un temple dans la commune de Velaux. Les persécutions reprennent sous Louis XIV, avec les dragonnades, la condamnation aux galères et la fermeture du cimetière protestant d'Aix et du temple de Velaux, rebaptisé église Saint-Trophime. En 1876, sous le régime concordataire français, un temple monumental est inauguré rue de la Masse.

### Synagogue de la rue de Villars

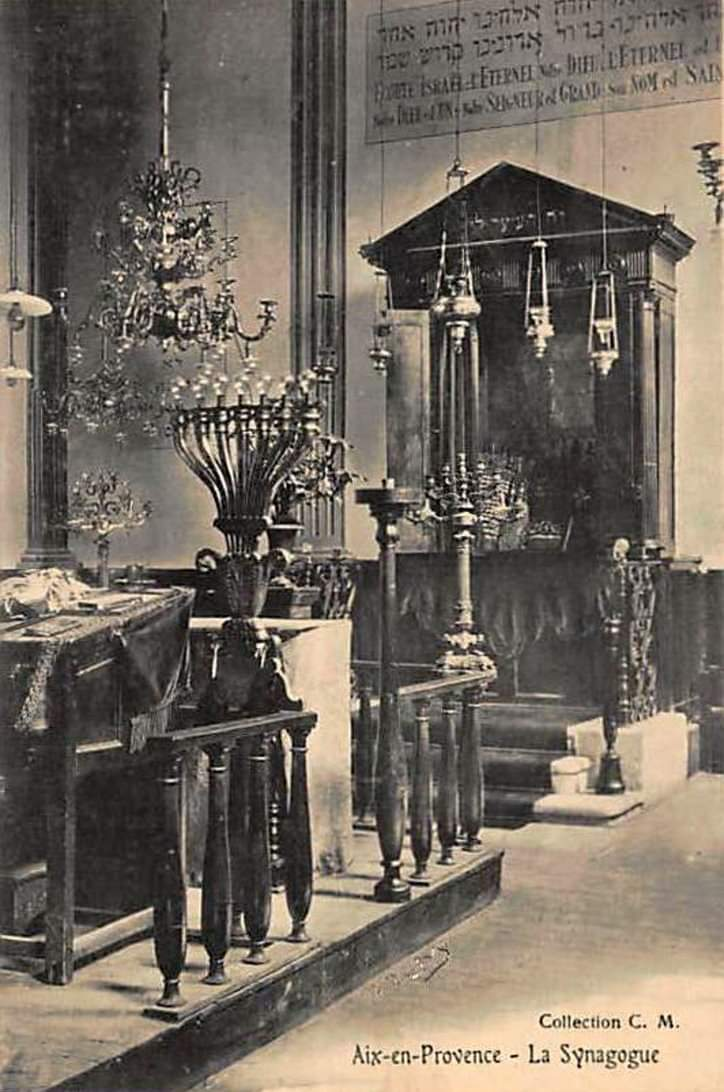
Intérieur de la synagogue de la rue Villars, début du XXe siècle.

Avant d'être un temple protestant, le bâtiment du 4 rue de Villars est pendant un siècle une synagogue, construite en 1836. Il est alors appelé « temple israélite ». Le dynamisme de la petite communauté juive d'Aix-en-Provence est illustré par l'élection de Jassuda Bédarride comme premier maire républicain de la ville à la Révolution française en 1848. En 1926, le compositeur Darius Milhaud et Madeleine Allatini se marient, en présence du poète Paul Claudel et du compositeur Francis Poulenc.
En 1938, est fondée l'Église réformée de France pour rassembler l'ensemble des Églises réformées (issues du concordat abolit en 1905), libres et méthodistes de la France d'alors. Les protestants réformés d'Aix-en-Provence se divisent entre ceux qui veulent rejoindre l'union nationale et ceux qui refusent cette union, qu'ils considèrent trop inclusive envers les paroisses professant une théologie libérale. Deux associations cultuelles sont alors créées à Aix, la première adhère à l'Église réformée de France et s'installe dans un local provisoire, la seconde adhère à une autre union indépendante qui deviendra Union nationale des Églises protestantes réformées évangéliques de France (UNEPREF) et garde le temple historique de la rue de la Masse. Toutes deux restent membres de la Fédération protestante de France et coexistent à Aix.
En 1940, Henri Manen arrive à Aix-en-Provence et est nommé pasteur de la paroisse. Auparavant pasteur au temple Saint-Étienne de Mulhouse, il a dû évacuer l'Alsace lors de l'invasion allemande, comme des centaines d'autres Français protestants. Il est marié à Alice Bertrand, fille du pasteur André-Numa Bertrand du temple protestant de l'Oratoire du Louvre, vice-président de la Fédération protestante de France pendant l'Occupation et engagé dans la résistance spirituelle au nazisme en France. En mars 1941, Henri Manen est nommé aumônier du camp des Milles, camp d'internement, de transit puis de déportation d'Aix-en-Provence. Le 6 août 1942, il apprend que les internés du camp seront déportés vers le camp de Drancy et réussit à exfiltrer soixante-douze enfants et huit adultes. En 1986, le couple Manen est reconnu comme Juste parmi les nations pour leur action de sauvetage des internés juifs du Camp des Milles,.

### Temple de la rue de Villars
Après la Seconde Guerre mondiale, la communauté juive a été décimée par la Shoah. Le 26 novembre 1952, le propriétaire parisien de la synagogue, M. Naquet, vend l'édifice à l'association cultuelle de l’Église réformée de France. Après d'importants travaux, le temple est inauguré le 7 avril 1957 par le pasteur Jean-Jacques Bovet, en présence du pasteur Pierre Bourguet président du Conseil national,. De nouveaux travaux de sécurité et d'entretien ont lieu en 1966. Succède au ministère pastoral Roland de Pury, reconnu Juste parmi les nations en 1976. Il meurt à Aix en 1979.
En 1996 sont transformées les salles annexes pour les activités de la paroisses. Ces locaux sont inaugurés le 8 juin 1996 par le pasteur Michel Bertrand, président du Conseil national. En 1998, est installée une plaque commémorative en hébreu et en français dédiée au souvenir des juifs d'Aix et du Camp des Milles disparus. Elle proclame notamment « En hommage au pasteur Henri Manen et au Grand rabbin Israël Salzer sauveteurs au camp des Milles / à Jules Isaac fondateur de l'Amitié judéo-chrétienne / en ce lieu où le pasteur et Mme Marc Donadille, le pasteur Raymond Ducasse, son fils Robert, le pasteur et Mme Henri Manen, le pasteur et Mme Roland de Pury ont été proclamé "Justes devant les nations" »,.
En 1948, l'historien juif Jules Isaac fonde à Aix-en-Provence la première des associations de l'Amitié judéo-chrétienne de France. Célèbre inspecteur général de l'Instruction publique révoqué par le gouvernement de Vichy, Jules Isaac se réfugie deux ans à Aix-en-Provence pendant la guerre, puis dans la commune protestante du Le Chambon-sur-Lignon, déclarée Juste parmi les nations en 1990 pour leur action de sauvetage des réfugiés pendant la guerre. Jules Isaac revient vivre à Aix à la Libération, jusqu'à sa mort.
Lorsqu'en 2012, l'Église réformée de France devient l'Église protestante unie de France pour rassembler l'ensemble des Églises réformées et des Églises évangéliques luthériennes de France (sauf Alsace-Moselle), l'association cultuelle est renommée Église protestante unie du Pays d'Aix.

## Architecture
Le temple est annoncé par un clocher construit en décembre 1956, surmonté d'une croix. Il abrite trois cloches.
L'intérieur du temple est sobre en décorations. Deux menorahs, chandeliers à sept branches symbole du judaïsme, ont été conservées. Un autre exemplaire est conservé au Musée d'Art et d'Histoire du judaïsme à Paris. Les chaises sont installées dans la largeur de la nef, orientées en arc de cercle autour de la table de communion sur laquelle repose une Bible ouverte. De larges baies au verre coloré inondent la nef de lumière. Un petit orgue accompagne le chant. Une grande croix en bois, sans représentation de Jésus, est accrochée derrière la table.